# Strange Culture
Strange Culture ist ein US-amerikanischer semidokumentarischer Film aus dem Jahr 2007 über den Künstler Steve Kurtz, der 2004 wegen des Verdachtes auf Bioterrorismus angeklagt wurde.

## Handlung
Der Film behandelt den Fall von Steve Kurtz, Künstler und außerordentlicher Professor für Kunst an der State University of New York, Buffalo. Steve ist Mitglied bei dem Künstlerkollektiv Critical Art Ensemble (CAE). Er und seine Frau Hope bereiten sich gemeinsam für eine anstehende Ausstellung über genetisch veränderte Lebensmittel im Massachusetts Museum of Contemporary Art (Mass MOCA) vor.
In der Nacht des 11. Mai 2004 verstirbt Hope im Schlaf an Herzversagen. Steve ruft die Polizei, die allerdings misstrauisch wird, als sie im Haus des Paares Petrischalen, Bücher über Bioterror und andere wissenschaftliche Utensilien vorfindet. Sie kontaktiert deswegen das FBI. Die eintreffenden FBI-Beamten betreten das Haus in Schutzanzügen und führen eine Durchsuchung durch. Der Körper von Hope wird dabei zur Obduktion gebracht; Steve steht somit sowohl unter Terrorismus- als auch unter Mordverdacht. Sein Computer, Manuskripte, Equipment und weitere Gegenstände werden beschlagnahmt.
Am 15. Juni 2004 wird Steve in Buffalo vor das Geschworenengericht gestellt, das darüber entscheiden soll, ob er aufgrund der Ermittlungen des FBIs angeklagt wird oder nicht. Die Kunstszene protestiert währenddessen vor dem Gerichtsgebäude und sucht auch weiterhin nach Unterstützung, sei es durch Petitionen oder Spendensammlungen. Das potentielle Strafmaß lautet 20 Jahre Haft. Obwohl die Untersuchungen des wissenschaftlichen Materials herausstellen, dass keine Gefährdung vorliegt, bleibt das FBI beharrlich und weicht nicht von den Anschuldigungen ab. Sie befragen weiterhin Museen und Galerien, die mit Steve in Kontakt stehen dazu, ob sie ihn als potentiellen Terroristen oder Mörder ansehen bzw. ob er jemals Andeutungen zur Tötung seiner Frau machte.
In einem Interview erklärt Dr. Robert Ferrell, Professor für Genetik an der University of Pittsburgh Graduate School of Public Health, der langjährig mit Kurtz zusammenarbeitet, dass das FBI gegen die Kunst und gegen die Wissenschaft handle und dass die genetisch veränderten Lebensmittel beim Kauf nicht als solche gekennzeichnet seien. Diese Unkenntnis der Amerikaner in Bezug auf ihr Essen drücke – neben den Anschuldigungen an Kurtz und ihn – die Macht der Konzerne und der Regierung aus. Am Ende des Films warten die beiden auf einen Gerichtstermin.

## Erzählstil
Die Handlung wird durch Schauspieler nachgestellt, streckenweise kommen beteiligte Personen wie Kurtz in Interviews auch selbst zu Wort. Der Film stellt somit eine Collage aus Nachstellungen, Clips aus Nachrichtensendungen, Comicausschnitten und Interviews dar. Auf diese Weise wird die Paranoia der US-amerikanischen Regierung nach den Terroranschlägen am 11. September dargestellt und nahegelegt, dass Kurtz deshalb ins Visier gerät, da seine Arbeit die Regierungspolitik in Frage stellt.
Die Behandlung von Kurtz ist dabei auf das von Bush verabschiedete USA PATRIOT Act von 2001 zurückzuführen, das eine einfachere Ermittlung bei Terrorverdacht ermöglichen sollte. Den Protagonisten zufolge habe der Fall tiefgreifende Auswirkungen auf die Rechte aller Amerikaner auf Rede- und Meinungsfreiheit und auf Künstler und Forscher, die sich an öffentlichen Diskussionen über die Maßnahmen der Regierung beteiligen. Im schlimmsten Fall sei auch die unabhängige Forschung und die Möglichkeit zur Kritik an Konzernen und dem Militär bedroht, die wiederum eine exklusivere Kontrolle über wissenschaftliche Erkenntnisse erhalten.

## Auszeichnungen
Lynn Hershman Leeson gewann 2007 einen Preis des Wine Country Film Festivals sowie im selben Jahr einen Preis für die beste Dokumentation des Women Film Critics Circle Awards.